# Betty Lawford
Betty Lawford (1. února 1912, Londýn, Anglie – 20. listopadu 1960, Manhattan, New York) byla anglická filmová a divadelní herečka působící ve Spojených státech.

## Životopis
Její rodiče, Ernest Lawford a Janet Slater Lawford, byli rovněž herci. Byla sestřenicí herce Petera Lawforda.
Lawfordová debutovala na divadelních prknech v produkci Jindřicha IV. od Players' Club. Poté se objevila v inscenacích Julius Caesar a The Lady Lies. Na Broadwayi si zahrála například ve hrách Glamour Preferred (1940), Walk With Music (1940), The Women (1936), There's Wisdom in Women (1935), Heat Wave (1931), The Lady Lies (1928).
Byla krátce provdaná za amerického herce a režiséra Montu Bella. Zemřela v nemocnici Roosevelt Hospital na Manhattanu po třítýdenní nemoci.

## Filmografie
- Gentlemen of the Press (1929)
- Lucky in Love (1929)
- The Return of Sherlock Holmes (1929)
- Old English (1930)
- Secrets of a Secretary (1931)
- Berkeley Square (1933)
- The Monkey's Paw (1933)
- Let's Be Ritzy (1934)
- Gallant Lady (1934)
- The Human Side (1934)
- Love Before Breakfast (1936)
- Criminal Lawyer (1937)
- Stolen Holiday (1937)
- Stage Door Canteen (1943)
- The Devil Thumbs a Ride (1947)